# Walki o Koło (1945)

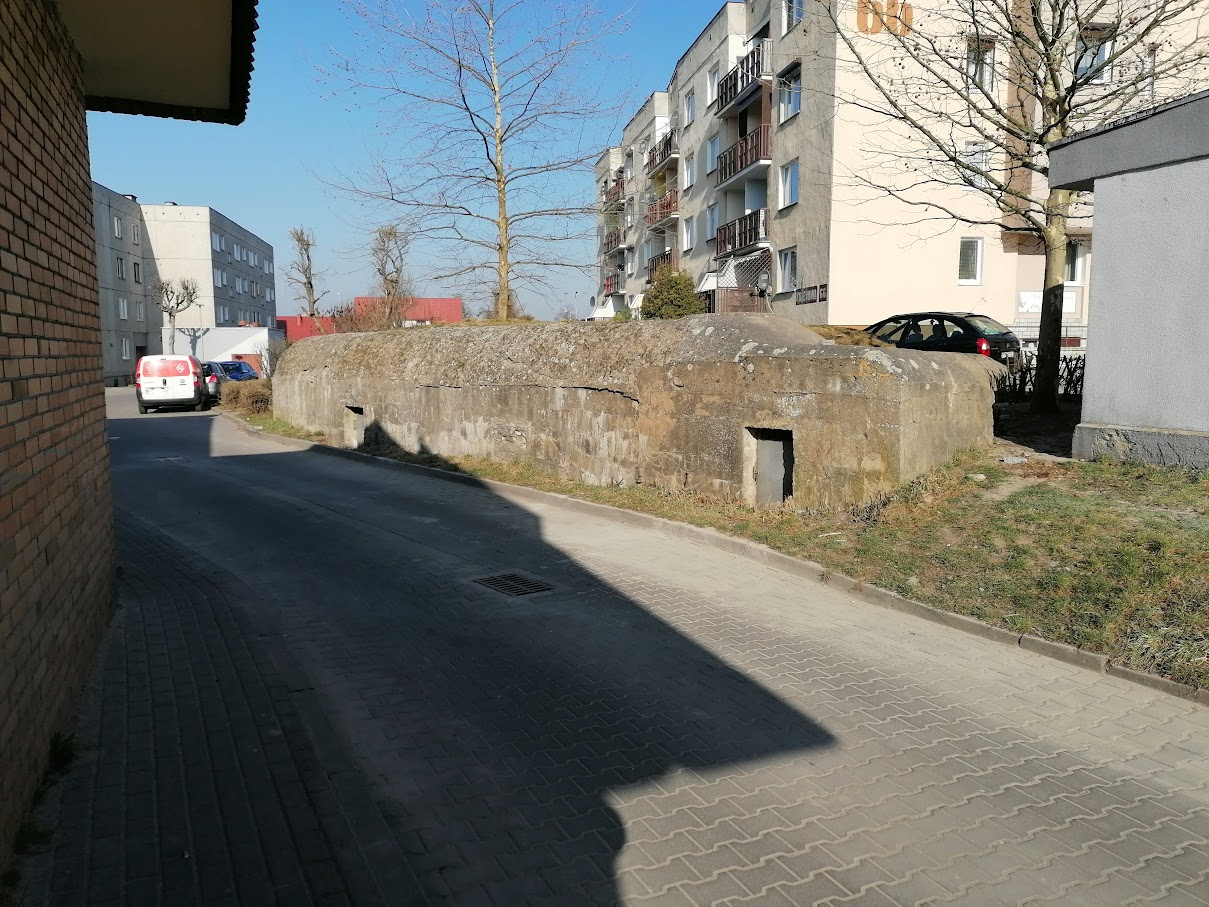
Schron regelbau 621 na osiedlu przy ulicy Kolejowej w Kole, będący fragmentem niemieckich fortyfikacji w mieście

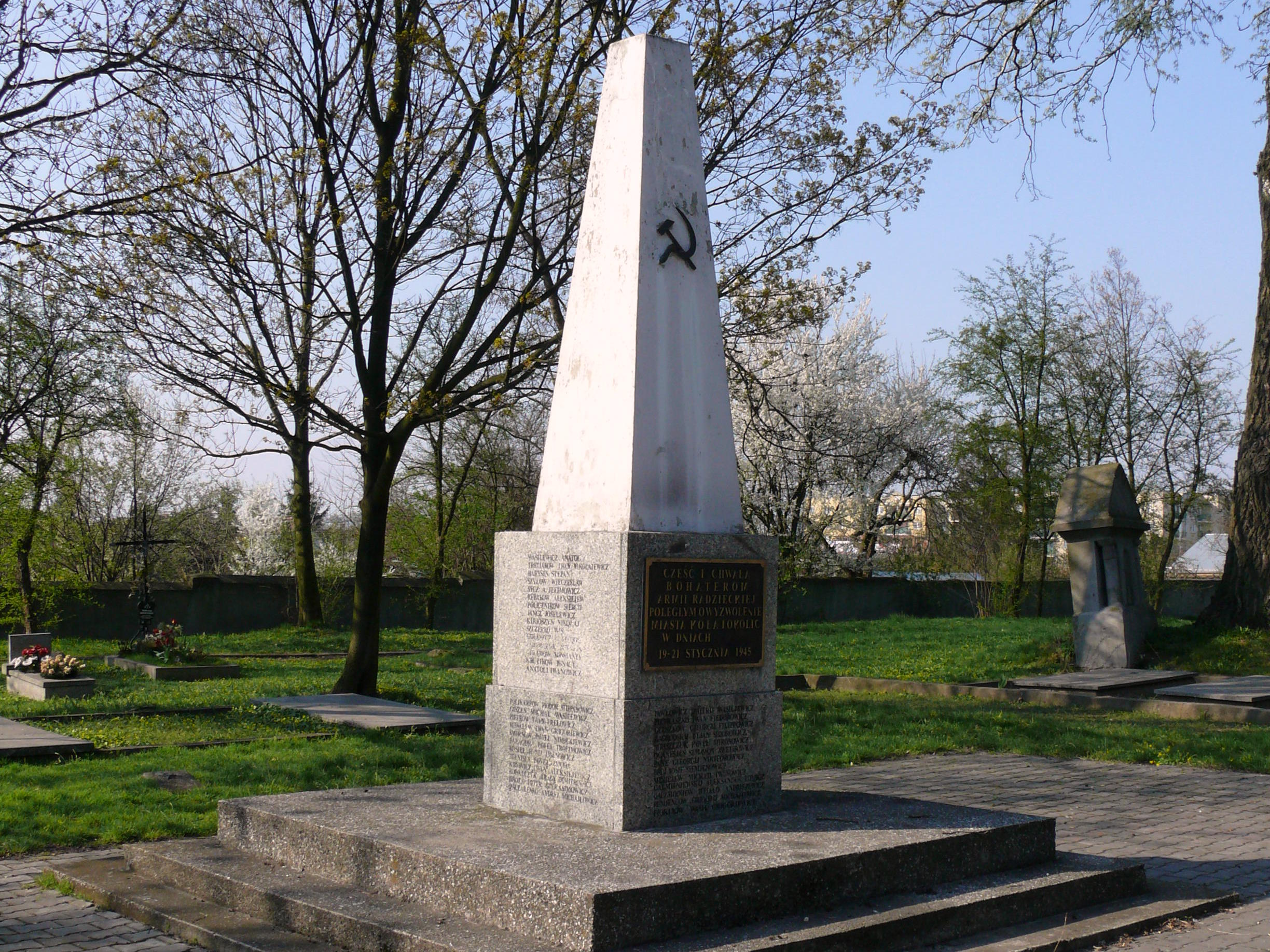
Pomnik upamiętniający poległych żołnierzy radzieckich na cmentarzu wojennym w Kole

Walki o Koło – walki o miasto Koło, stoczone w styczniu 1945 roku przez oddziały radzieckiej 5 Armii Uderzeniowej i 1 Armii Pancernej z siłami niemieckimi.
Według niektórych źródeł miały to być drugie (po bitwie o Poznań) najcięższe walki w Kraju Warty w 1945 roku.

## Niemieckie przygotowanie obronne
Koło i okolice stały się częścią ufortyfikowanej linii obronnej B1, przygotowywanej od 1944 roku i ciągnącej się od Gdańska po Śląsk. W mieście i ważniejszych, okolicznych miejscowościach (m.in. w Kłodawie) przygotowano umocnienia betonowe, podstawą linii były jednak prowizoryczne umocnienia polowe. Na terenie Koła znajdowały się głównie schrony bierne typu regelbau 668 i 621 oraz lekkie schrony bojowe ringstand 58c/d, których uzbrojenie stanowiły karabiny maszynowe. Schrony bojowe znajdowały się m.in. nad Wartą, w rejonie Mostu Kaliskiego prowadzącego na Osiedle Kaliskie.
Dowódcą obrony linii na odcinku wielkopolskim był generał Otto Matterstock. Linia przez długi czas była uważana za drugorzędną, z momentem rozpoczęcia natarcia na kierunku poznańskim została jednak uznana za priorytetowy rejon obrony. Wraz z pojawieniem się sił Armii Czerwonej w Kraju Warty generał Walter Petzel skierował na linię B1 jedenaście batalionów wojska, które rozmieszczone były głównie w okolicach Działoszyna, Sieradza i Koła.
Koło było jednym z miast przygotowanych do roli tzw. Ortsstützpunkte (węzłowego punktu oporu). W niektórych wspomnieniach i dokumentach miasto było także określane jako twierdza – Festung Warthbrücken.
Na odcinek Ortsstützpunkte Warthbrücken skierowano ogólnie jedenaście kompanii grenadierów (1656 żołnierzy) z 1 Jednostki Alarmowej z Gniezna i Krotoszyna oraz jedną kompanię z 2 Jednostki Alarmowej z Ostrowa Wielkopolskiego. 18 stycznia 1945 roku gen. Petzel podjął decyzję o skierowaniu do miasta kolejnych dwóch tysięcy żołnierzy i sześciu dział pancernych. Do Koła wysłano m.in. cztery kompanie grenadierów utworzone z 14 Szkoły Podoficerskiej Piechoty z Kościana, baterię z 500 szkolno-zapasowego batalionu dział szturmowych z Poznania, batalion ze Szkoły Podchorążych SS w Owińskach, batalion z 41 Pułku Grenadierów Pancernych z Biedruska oraz dwie baterie artylerii fortecznej. Poza tym w okolice Koła dotarły także 4 bataliony Volkssturmu (z Koła, Konina, Gniezna i Kościana), które zajęły pozycje w Kłodawie, Grabowie i w samym Kole. Jeden batalion Volkssturmu obsadził również pozycje wzdłuż drogi Sompolno–Kłodawa.
Według niemieckich planów Koło miało stać się najsilniejszym (poza Poznaniem) punktem oporu w Kraju Warty, bronionym przez około cztery tysiące żołnierzy oraz bataliony pospolitego ruszenia. Nie wszystkie jednostki zdołały jednak dotrzeć do Koła – z Kościana przybyły tylko trzy kompanie grenadierów, a batalion z Owińsk został skierowany do Turku i nie brał udziału w walkach w rejonie Koła. Poza tym w walkach o Koło brały także udział wycofujące się oddziały Dywizji „Brandenburg” oraz jednego z pułków zapasowych wchodzących w skład 9 Armii. Komendantem wojskowym miasta został pułkownik Max Voigt, a siłami ze Szkoły Podoficerskiej Piechoty dowodził podpułkownik Johannes Pintschovius.
Od 16 stycznia 1945 roku trwała ewakuacja urządzeń przemysłowych oraz Niemców z miasta. Urządzenia zdemontowane z zakładu Spółdzielni Mleczarskiej w Kole zostały przez pracowników zdjęte z ciężarówek i schowane w kanale samochodowym i pod składowanym węglem. Do 19 stycznia większość mieszkańców pochodzenia niemieckiego opuściła miasto, a ludność polska przygotowywała się do walk, chroniąc się w piwnicach i schronach.

## Siły radzieckie
Na Koło nacierały jednostki 5 Armii Uderzeniowej pod dowództwem Nikołaja Bierzarina i 1 Armii Pancernej generała Michaiła Katukowa. Do zdobycia Koła wyznaczono Grupę Szybką 5 Armii Uderzeniowej pod dowództwem pułkownika Charitona Jesipienki. W rejon miasta wysłano m.in. oddziały 1066 Pułku Strzeleckiego, 360 Samodzielnego Dywizjonu Artylerii Samobieżnej, 507 Pułku Artylerii Przeciwpancernej oraz saperów. Poza tym atak wspierały także czołgi z 220 Samodzielnej Brygady Pancernej i 89 Samodzielnego Pułku Czołgów Ciężkich Gwardii.
Wieczorem 20 stycznia w okolice Koła dotarły jednostki 69 Samodzielnego Pułku Pancernego Gwardii z armii generała Katukowa, które wsparły atakujących.

## Walki o miasto
Pierwsze jednostki radzieckie podeszły pod miasto od strony Kłodawy już 19 stycznia 1945 roku, spotkały się jednak z silnym ogniem ze strony niemieckich grenadierów okopanych w miejscowości Chojny. W godzinach porannych 20 stycznia pod miasto dotarły większe siły radzieckie, które zajęły pozycję wyjściowe wzdłuż szosy prowadzącej do Kłodawy, niedługo później na okolicznych wzniesieniach rozstawiono baterie artylerii, które prowadziły następnie ostrzał miasta.
Atak sił pułkownika Jesipienki rozpoczął się 20 stycznia 1945 roku w godzinach przedpołudniowych (chociaż Kazimierz Kasperkiewicz wspomina godzinę 13:00). Oddziałom nie udało się jednak zająć miasta z marszu, a atak zakończył się dużymi stratami po stronie radzieckiej. Walki trwały głównie w okolicach szosy prowadzącej do Włocławka oraz niedaleko kolskiego dworca kolejowego. Wieczorem w rejon miasta dotarły jednostki 1 Armii Pancernej, które również podjęły nieudaną próbę zajęcia miasta.
Pod osłoną nocy, na drugi brzeg Warty na północ od Koła przerzucono 1 batalion strzelców zmotoryzowanych z 69 Samodzielnego Pułku Pancernego, który następnie wdarł się do miasta i podjął walki uliczne z siłami niemieckimi. Wkrótce potem do walki skierowano batalion strzelców zmotoryzowanych z 64 Brygady Pancernej, który również przerzucono na drugi brzeg Warty. Batalion ten przełamał obronę niemiecką w okolicach ulicy Toruńskiej i zaatakował w kierunku dworca kolejowego. Reszta jednostek radzieckich zabezpieczała okrążone miasto, pilnując, by siły niemieckie nie mogły wycofać się w stronę Konina. Ciężkie walki toczyły się również w rejonie cegielni przy ulicy Nagórnej, gdzie walczyły oddziały pod dowództwem płk. Iwana Bojki. W trakcie walk oddziały radzieckie nacierające od strony Uniejowa i Turku przecięły w Genowefie drogę do Konina, odcinając oddziałom niemieckim ewentualną drogę odwrotu.
Atak wojsk radzieckich z kilku stron doprowadził do zajęcia miasta przez siły radzieckie. Uchwycony w okrążeniu garnizon niemiecki wysadził zaminowane mosty na Warcie. Do wieczora w mieście nie było już żadnych walczących żołnierzy niemieckich. Radzieckim komendantem wojskowym miasta i powiatu został major Marcen (Marcew).
W wyniku walk poważnie uszkodzono m.in. wieżę kościoła Opatrzności Bożej, wieżę kolskiego ratusza oraz kościół farny Podwyższenia Krzyża Świętego, a w kościele Nawiedzenia NMP wybuchł pożar, który zniszczył część tamtejszego ołtarza głównego, zniszczono także obydwie wieże kościoła (w jednej z nich Niemcy umieścili działko przeciwpancerne). Poza tym zniszczono więzienie miejskie, a spaleniu uległa siedziba Sądu Grodzkiego przy ulicy Sienkiewicza. Ogółem w wyniku walk poważnie uszkodzonych zostało 25% budynków w mieście.

## Straty
Straty radzieckie wyniosły najprawdopodobniej 132 lub około 90–110 żołnierzy. W walkach o miasto polegli m.in. Mykoła Nosula oraz Władimir Lewakow, których odznaczono tytułem Bohaterów Związku Radzieckiego.
Straty niemieckie są nieznane, prawdopodobnie były jednak dwukrotnie wyższe niż straty radzieckie, co wiązało się m.in. z tym, że żołnierze radzieccy w walkach o miasto mieli nie brać jeńców. Według późniejszych badań prowadzonych przez Stowarzyszenie „Pomost” i Fundację „Pamięć” liczba żołnierzy, która zginęła w walkach w rejonie Koła, Konina i Uniejowa miało zginąć ponad 700 żołnierzy niemieckich, nieznana jest jednak liczba tych, którzy zginęli w walkach o Koło. Według dokumentów Niemieckiego Czerwonego Krzyża i wspomnień żołnierzy walczących w mieście, w walkach miało zginąć 65% stanu osobowego jednostek, które przybyły ze Szkoły Podoficerskiej w Kościanie.
Żołnierze radzieccy polegli w walkach o Koło i okolice chowani byli doraźnie, ale po zakończeniu działań wojennych zostali przeniesieni na teren cmentarza wojennego w Kole. W 2011 roku na cmentarzu ewangelickim w Kole w nieoznakowanej mogile odnaleziono szczątki ponad 30 żołnierzy niemieckich poległych podczas walk o miasto, szczątki kolejnych 90 żołnierzy odnaleziono również na cmentarzu wojennym. Szczątki miały następnie zostać przeniesione na cmentarz Miłostowo w Poznaniu. Zbiorowa mogiła, w której mogło być pochowanych około 200 żołnierzy miała się także znajdować przy ul. Żeromskiego w Kole.

## Upamiętnienie
Według wspomnień Jana Oliskiewicza w Radiu Moskwa nadano komunikat, według którego Józef Stalin nakazał uczcić zdobycie miasta Koła poprzez oddanie salwy artyleryjskiej.
W 1962 roku na cmentarzu wojennym w Kole odsłonięto obelisk upamiętniający poległych w walkach o miasto żołnierzy radzieckich, pod pomnikiem każdego roku odbywają się uroczystości upamiętniające poległych.
Poza tym walki o miasto upamiętniają dwie ulice: 20 Stycznia i Poległych.